# Métropole de Monemvassia et Sparte
La Métropole de Monemvassia et Sparte (en grec byzantin : Ιερά Μητρόπολις Μονεμβασίας και Σπάρτης) est un évêché de l'Église orthodoxe de Grèce. Elle a son siège à Sparte. Elle étend son ressort sur toute la Laconie, à l'exception du Magne, dans la juridiction de la Métropole du Magne.

## Les cathédrales
- à Sparte : l'église de l'Annonciation à la Mère de Dieu, fête le 25 mars.
- à Monemvassia : l'église du Christ fiancé, fête les lundis, mardis et mercredis saints.

## Les métropolites
- Eustathe (né Constantin Spiliotis à Valyra de Messénie en 1940), depuis 1980.

## L'histoire
Le territoire de la métropole comprend les cités byzantines de Mystra et de Monemvassia.

## Le territoire

### Doyenné de Sparte
56 paroisses dont :
- Sparte (4 paroisses)
- Mystra (1 paroisse)

### Doyenné de Kastorio
13 paroisses dont :
- Kastorio (1 paroisse)
- Georgitsio (en) (2 paroisses)

### Doyenné de Skala
9 paroisses dont :
- Skala

### Doyenné de Vlachioti
8 paroisses dont :
- Vlachioti

### Doyenné de Molaï
16 paroisses dont :
- Molái (1 paroisse)
- Iérax (1 paroisse)

### Doyenné d'Asopos
3 paroisses dont:
- Asopós

### Doyenné de Monemvassia
5 paroisses

### Doyenné d'Élika
5 paroisses

### Doyenné de Néapoli
12 paroisses dont:
- Néapoli

### Doyenné de Xirokambio
11 paroisses

## Les monastères

### Monastères d'hommes
- Monastère des Quarante martyrs, fondé en 1600.
- Monastère des saints Anargyres.
- Métochion de Phanéroméni à Anavryti.

### Monastères de femmes
- Monastère de Zerbitsi, fondé en 1639.
- Monastère de Kastri, fondé au XVIIe siècle.
- Monastère de Iéraka, fondé au XIXe siècle.
- Monastère de Kataphygiotissi.

## Les solennités locales
- Saint Nicon le Métanoïte, fête le 26 novembre.
- Saint Théoclet de Laconie, fête le 1er décembre.
- Saints Thomas et Georges, ascètes à Molaï,
- Léonce de Monemvassia,
- Jean de Gouva, relique à Monemvassia,
- Grégoire de Mystra, fête le 2e dimanche du Grand Carême.
- La Mère de Dieu Chrysaphitissis, fête à Monemvassia le lundi de Thomas.
- La Mère de Dieu de Pantanassa, fête à Mystra le lundi de Pâques.
- Hypomonie de Constantinople (Impératrice Hélène Dragusi), fête le 29 mai.

## Les sources
- (el) Le site de la métropole : http://www.immspartis.gr/
- Diptyques de l'Église de Grèce, édition Diaconie apostolique, Athènes (édition annuelle).